# Сыромолотово
Сыромолотово— деревня в Кежемском районе в составе городского поселения город Кодинск Красноярского края.

## Географическое положение
Деревня расположена в 14 километрах по прямой на северо-запад от города Кодинск на левом берегу Ангары.

## Климат
Климат резко континентальный. Характерно тёплое лето и умеренно суровая малоснежная зима. Зимой устанавливается область высокого давления. Самый холодный месяц в году январь со среднемесячной температурой −26,9 °С. Абсолютный минимум равен −60 °С. Переход среднесуточной температуры к положительным температурам происходит в конце апреля. Самый тёплый месяц — июль, со среднемесячной температурой +18,4 °С. Абсолютный максимум +37 °С. Переход к среднесуточной температуре выше +10 °С осуществляется в конце мая. Расчётная температура самой холодной пятидневки −50 °С. Продолжительность отопительного периода составляет 254 дня. Годовое количество осадков составляет 283 мм. Летние осадки, в период с апреля по октябрь, составляют 77 % годовой суммы осадков, с максимумом в июле, августе, сентябре.

## История
По преданию, Сыромолотово образовано во второй половине XVIII века. Своё название деревня получила из-за болотистой местности. Жители деревни занимались сельским хозяйством, рыболовством, охотой. Землю на полях разрабатывали вручную, пахали сохой-рогалюхой, рыхлили деревянной бороной. Сеяли лён, коноплю, ткали холсты, шили из них себе одежду. В 20-е годы некоторые семьи объединялись в колхозы и приобретали жатки, плуги, сеялки. Первый колхоз в Сыромолотово носил название «Колхоз имени Кирова». В 30-х годах началась коллективизация. В 1948 году крестьянином Ефимом Григорьевичем Рукосуевым из деревни Сыромолотово во время охоты был обнаружен метеорит. Впоследствии метеорит был доставлен в столичную Академию Наук, где и хранится в настоящее время.

## Население
| 1989 | 2002 | 2010 | 2012 | 2013 | 2014 | 2015 |
| ---- | ---- | ---- | ---- | ---- | ---- | ---- |
| 128  | ↗158 | ↗177 | ↘175 | ↘170 | ↘143 | ↘142 |
| 2016 | 2017 |      |      |      |      |      |
| ↘121 | ↗126 |      |      |      |      |      |

Постоянное население 158 человек (2002), в том числе русские 85 %. 126 человек (2010, перепись).